# Mass Destruction
Mass Destruction is een videospel dat werd ontwikkeld door NMS Software. Het spel kwam in 1997 uit voor DOS, PlayStation en Sega Saturn. Later volgde ook releases voor andere platforms. 

## Platforms
| Jaar | Platform                      |
| ---- | ----------------------------- |
| 1997 | DOS, PlayStation, SEGA Saturn |
| 2010 | PSP, PlayStation 3            |
| 2012 | PS Vita                       |

## Ontvangst
| Beoordeeld door             | Platform    | Datum            | Score |
| --------------------------- | ----------- | ---------------- | ----- |
| The Video Game Critic       | SEGA Saturn | 11 januari 2005  | 100%  |
| Shin Force                  | SEGA Saturn | 28 juni 2005     | 84%   |
| NowGamer                    | PlayStation | 25 november 1997 | 80%   |
| GameSpot                    | PlayStation | 6 maart 1998     | 79%   |
| GameStar (Duitsland)        | DOS         | september 1997   | 73%   |
| PC Games (Duitsland)        | DOS         | september 1997   | 71%   |
| IGN                         | PlayStation | 5 november 1997  | 70%   |
| Consoles News               | PlayStation | september 1997   | 69%   |
| PC Player (Duitsland)       | DOS         | oktober 1997     | 60%   |
| Computer Gaming World (CGW) | DOS         | maart 1998       | 40%   |